# Cruel Summer (альбом GOOD Music)
Cruel Summer (в переводе с англ. — «Жестокое лето») — альбом-компиляция треков, исполненных участниками лейбла G.O.O.D. Music, главой которого является Канье Уэст. Планы по созданию этого альбома впервые прозвучали в октябре 2011 года. Окончательная дата релиза пришлась на 14 сентября 2012 года. Все четыре сингла, выпущенные с этого альбома («Mercy», «Cold», «New God Flow» и «Clique»), попали в чарт Billboard Hot 100.

## Об альбоме
Лейбл GOOD Music был основан Канье Уэстом в 2004 году, и с тех пор собрал в своих рядах многих своеобразных исполнителей — от классика conscience-рэпа Коммона до балансирующего на гранях жанров Кида Кади, от экс-участника дуэта Clipse Pusha T до нигерийского певца D’banj. Впервые информацию о готовящемся альбоме Канье Уэст объявил в октябре 2011 года через свой твиттер. Альбом тогда не имел названия, а его выход планировался на весну 2012-го. 23 мая в Каннах состоялась премьера короткометражного фильма Cruel Summer, поставленного Уэстом. Именно это название и стало названием альбома. Точной датой релиза было названо 7 августа 2012 года, однако выход альбома многократно откладывался. Окончательно альбом вышел 14 сентября 2012 года.

## Список композиций
| №                   | Название                                                                               | Автор(ы) | Продюсер(ы) | Длительность |
| ------------------- | -------------------------------------------------------------------------------------- | --- | --- | ------------ |
| 1.                  | «To the World» (Канье Уэст, R. Kelly и Teyana Taylor)                                  | Kanye West, R. Kelly, A. Wansel, W. Felder, C. Smith, M. Jones                                                                                      | Andrew "Pop" Wansel, Kanye West (co.), Hudson Mohawke (add.), Ken Lewis (add.), Mano (add.), Трэвис Скотт (add.), Anthony Kilhoffer (add.) | 3:51         |
| 2.                  | «Clique» (Kanye West, Jay-Z и Big Sean)                                                | K. West, C. Hollis, S. Anderson, S. Carter, J. Fauntleroy                                                                                           | Hit-Boy, Kanye West (co.), Anthony Kilhoffer (add.), Noah Goldstein (add.)                                                                 | 4:53         |
| 3.                  | «Mercy» (Kanye West, Big Sean, Pusha T и 2 Chainz)                                     | K. West, S. Taft, S. Anderson, T. Thornton, T. Epps, J. Thomas, D. Beagle, W. Riley, R. Williams                                                    | Lifted, Mike Dean (add.), Kanye West (add.), Hudson Mohawke (add.)                                                                         | 5:26         |
| 4.                  | «New God Flow» (Kanye West, Pusha T и Ghostface Killah)                                | K. West, T. Thornton, H. Rooney, R. Bean, H. Crizoe, D. Coles, R. Townsend, M. Valle                                                                | Kanye West, Boogz & Tapez (co.), Anthony Kilhoffer (add.)                                                                                  | 5:57         |
| 5.                  | «The Morning» (Raekwon, Pusha T, Common, 2 Chainz, Cyhi the Prynce, Kid Cudi и D'banj) | C. Woods, T. Thornton, L. Lynn, T. Epps, C. Young, A. Martin, A. Lerner, F. Loewe, K. West, R. Ibanga, J. Bhasker, Трэвис Скотт                     | Kanye West, Illmind, Jeff Bhasker (co.), Трэвис Скотт (co.)                                                                                | 4:35         |
| 6.                  | «Cold» (Kanye West, DJ Khaled)                                                         | K. West, C. Hollis, J. Smith, M. Williams | Hit-Boy | 3:36         |
| 7.                  | «Higher» (The-Dream, Pusha T, Mase и Cocaine 80s)                                      | C. Hollis, T. Nash, T. Thornton, M. Betha, J. Fauntleroy, Jeremiah Probodanu                                                                        | Hit-Boy, Kanye West (co.), Mike Dean (add.)                                                                                                | 4:34         |
| 8.                  | «Sin City» (John Legend, Teyana Taylor, Трэвис Скотт, Cyhi the Prynce и Malik Yusef)   | T. Taylor, J. Stephens, T. Scott, T. Brown, J. Young, C. Young, M. Jones, V. McCants                                                                | Tommy Brown, Трэвис Скотт | 4:28         |
| 9.                  | «The One» (Kanye West, Big Sean, 2 Chainz и Marsha Ambrosius)                          | K. West, M. Ambrosius, S. Anderson, T. Epps, B. Thomas, C. Ridenhour, J. Boxley, D. Barker, W. Riley, A. Collins, M. Jones, J. Fauntleroy, C. Smith | Kanye West, Hudson Mohawke (co.), The Twilite Tone (co.), Anthony Kilhoffer (co.), Mannie Fresh (add.), Lifted (add.)                      | 5:44         |
| 10.                 | «Creepers» (Kid Cudi)                                                                  | S. Mescudi, D. Black | Dan Black | 3:14         |
| 11.                 | «Bliss» (John Legend и Teyana Taylor)                                                  | T. Taylor, R. Birchard, E. Hamilton, J. Stephens | Hudson Mohawke | 3:30         |
| 12.                 | «Don't Like» (Kanye West, Chief Keef, Pusha T, Big Sean и Jadakiss)                    | K. West, K. Cozart, T. Thornton, S. Anderson, J. Phillips, T. Pittman, R. Townsend, B. Levy, P. Love                                                | Young Chop, Kanye West (co.), The Twilite Tone (add.), Noah Goldstein (add.)                                                               | 4:43         |
| Общая длительность: | Общая длительность:                                                                    | Общая длительность: | Общая длительность: | 54:31        |

Источники семплов, использованные в ходе работы над альбомом